# Babaï le Grand
Pour les articles homonymes, voir Babai (homonymie).
 (juin 2010).
Si vous disposez d'ouvrages ou d'articles de référence ou si vous connaissez des sites web de qualité traitant du thème abordé ici, merci de compléter l'article en donnant les références utiles à sa vérifiabilité et en les liant à la section « Notes et références ».
OBabaï le Grand est un moine et un des Patriarches les plus influents de l'Eglise d'Orient.  Théologien et médecin appartenant à l'Église de l'Orient, il est né vers 551 près de la ville de Beth Zabdaï ou Bezabdé (sur la rive droite du Tigre, actuellement dans la province de Sirnak, en Turquie), mort en 628 au monastère du mont Izla, près de Nisibe, dont il était l'abbé. Il est considéré comme l'un des Pères les plus importants de l'Église assyrienne, dont il a exprimé la doctrine sous sa forme classique. Il assuma la direction de fait de l'Église de l'Orient pendant la vacance du siège de catholicos qui fut imposée par le roi Chosroès II de 609 à 628. Il perdit sa fonction et mourut en exil. Sous son patriarcat, beaucoup de Perses, de Syriens et de Turcs se convertirent. Ainsi l'église du Christ s'agrandit, atteignant la Chine, l'Inde et même les Tartares. Après l'invasion arabe, l'église d'Orient fut reconnue par le Souverain musulman comme une "entité propre" autorisée à pratiquer sa foi et coexister avec le monde musulman. Son adhésion aux théories nestoriennes lui valurent d'être banni après les deux Concile d'Éphèse, même si le Pape Justin n'y était pas favorable. Plus tard, Cyrillus reprit ses théories, conciliant les dogmes de l'Eglise de Rome avec la vision de Babai. Il soutient que Jésus Christ, Dieu fait Homme, a souffert la Passion sous sa nature humaine, car Dieu par définition ne peut souffrir et mourir. Mais c'est sa nature divine qui est ressuscitée (voir Nestorianisme, hérésie nestorienne).

## Biographie
Né dans une riche famille chrétienne, il reçut d'abord une instruction d'enfant de l'aristocratie perse, dans des livres en pehlevi, puis devint élève de l'école de Nisibe, établissement chrétien de tendance nestorienne et de langue syriaque, qui se consacrait à la formation des cadres religieux de l'Église de l'Orient. Le Mpachqana (« Interprète » des textes bibliques) y était alors Abraham de Beth Rabban (mort en 569), petit-neveu de Narsaï et disciple rigoureux de Théodore de Mopsueste, le grand théologien de référence de l'Église de l'Orient. Mais au cours des années 570, la succession d'Abraham fut prise par Hénana d'Adiabène, qui rompit avec la tradition nestorienne pour se rapprocher des positions de l'Église byzantine. Babaï demeura dans l'école, mais y assura un enseignement de médecine au ksénadakian, l'hospice pour malades attenant à l'établissement. Quelque temps plus tard, il rejoignit le monastère qu'Abraham de Kachkar avait fondé en 571 sur le mont Izla, près de Nisibe. L'abbé Abraham avait initié un mouvement de réforme monastique visant, entre autres choses, à rétablir le célibat des moines, qui avait été interdit un temps dans l'Église de l'Orient sous l'impulsion de l'évêque Barsauma (mort en 491). Quand Abraham mourut, en 586 ou 588, Babaï retourna dans sa région natale et fonda à Beth Zabdaï un monastère-école. En 604, il revint au monastère du mont Izla pour devenir le deuxième successeur de l'abbé Abraham ; il expulsa tous les moines qui vivaient maritalement et imposa une stricte discipline d'ascèse, de solitude et de prière. Le résultat fut un départ massif de la majorité des moines, mariés ou non.
Après la mort du catholicos Grégoire, en 609, le roi Chosroès II, influencé par des membres de son entourage qui appartenaient à l'Église rivale jacobite (notamment son épouse Chirin et son médecin Gabriel de Sinjâr), interdit l'élection d'un successeur. L'absence de catholicos empêchait l'autorisation canonique nécessaire à la consécration des évêques. L'Église adopta alors une organisation provisoire qui montre que Babaï y avait acquis un grand prestige : il fut reconnu corégent avec l'archidiacre Mar Aba, et visiteur des monastères des trois provinces septentrionales (sur les six de l'Église): celles de Nisibe, de Kirkouk et d'Erbil. À partir de 611, et pendant dix-sept ans, Babaï agit aux côtés de Mar Aba comme primat de fait de l'Église, quoique sans pouvoir d'ordonner ni de consacrer ; comme visiteur des monastères du nord, il s'efforça d'y établir une stricte discipline, mais se heurta à des résistances.
Les choses demeurèrent en l'état jusqu'au renversement de Chosroès II par son fils Shirôyé, le 23 février 628, qui fut aussi la fin du pouvoir de Chirin. Shirôyé, devenu roi sous le nom de Kavadh II, autorisa l'élection d'un nouveau catholicos nestorien. Les voix du synode se portèrent unanimement sur Babaï, mais celui-ci refusa son élection. Il mourut peu après dans son monastère du mont Izla, âgé d'un peu moins de quatre-vingts ans.

## Œuvre
Les écrits de Babaï le Grand occupaient à l'origine 83 ou 84 volumes, mais seulement une petite partie a été conservée. Son œuvre d'exégèse biblique a longtemps été considérée comme entièrement perdue, mais un manuscrit en a été retrouvé dans les années 1970 dans le monastère Sainte-Catherine du Sinaï. Parmi les textes auparavant connus, on peut signaler : un traité sur la vie ascétique intitulé La Vie d'Excellence ; un traité de christologie intitulé Le Livre de l'Union (divisé en sept memré ou « discours » couvrant plus de deux cents folios) ; un autre appelé le Tractatus Vaticanus ; un commentaire des Centuries d'Évagre le Pontique (version abrégée d'un texte à l'origine plus important) ; deux Vies de saints ; et divers autres textes sur des sujets mystiques. Babaï se réfère à différents auteurs de langue grecque, mais il ne semble pas qu'il ait connu cette langue : il avait accès seulement à des traductions en syriaque. Les deux langues qu'il connaissait étaient le syriaque et le pehlevi, et il n'écrivait qu'en syriaque. En particulier, il ne connaît Évagre le Pontique que par la traduction-adaptation en syriaque de ses Centuries (Kephalaia Gnostica) attribuée au monophysite Philoxène de Mabboug, qui corrige une bonne partie de ce que l'original pouvait avoir d'hétérodoxe ; c'est sous cette forme qu'Évagre est devenu l'un des principaux auteurs mystiques de référence de l'Église de l'Orient. Pourtant, Babaï dénonce avec virulence l'origénisme, imputé à Hénana d'Adiabène, en opposant Origène et Évagre. « Le diable », écrit-il, « prétend que certaines des propositions d'Évagre sont hérétiques. Certains essaient même de prouver son hérésie en s'appuyant sur la version grecque de ses textes. Leurs traductions sont inspirées par leur sottise, et on peut les réfuter par d'autres écrits d'Évagre. Le maudit Origène et son disciple, le stupide Apollinaire, ont une doctrine complètement différente de celle d'Évagre sur le renouveau de l'âme après la mort. »
À l'époque de Babaï, l'Église de l'Orient, dont l'identité était fondée sur sa fidélité à la tradition de l'école théologique d'Antioche, et notamment à l'enseignement de Théodore de Mopsueste, était sur la défensive pour plusieurs raisons : d'une part, elle subissait la concurrence de l'autre Église de langue syriaque, l'Église jacobite, de tradition monophysite, qui gagnait de plus en plus de fidèles en territoire perse et était bien implantée dans l'entourage royal ; d'autre part, en son sein même, sa tradition doctrinale et l'isolement qui en résultait par rapport aux Églises de l'Empire romain d'Orient étaient fortement contestés, et le principal centre de formation de l'Église, l'école de Nisibe, était dirigé depuis les années 570 par Hénana d'Adiabène, un partisan du rapprochement avec l'Église byzantine ; enfin, cause première peut-être de la situation de faiblesse, la discipline dans le clergé, notamment dans les monastères, s'était beaucoup relâchée au début du VIe siècle, à cause, entre autres choses, de la règle du mariage obligatoire des clercs, introduite par l'évêque Barsauma. La double tâche que s'assigna Babaï le Grand fut de réaffirmer clairement la doctrine de l'Église et de rétablir une discipline rigoureuse dans les monastères.
Les principaux auteurs de référence de Babaï sont Théodore de Mopsueste et Diodore de Tarse, Jean Chrysostome et Éphrem le Syrien ; il tente de concilier l'intellectualisme de Théodore de Mopsueste et le mysticisme inspiré d'Évagre le Pontique.

## Christologie
Pour décrire la réalité du Christ, Babaï reprend trois mots traditionnels qu'il s'efforce de définir clairement et qu'il faut citer en syriaque car toutes les controverses christologiques de l'époque portent sur ces mots : kyana (« nature »), qnoma (« hypostase »), parsopa (« personne »). Le kyana peut être commun à plusieurs êtres (ainsi Pierre, Paul et Jacques partagent la « nature humaine »), mais ces êtres forment chacun un qnoma (ils ont une réalité individuelle) qui réalise cette nature ; quant au parsopa, c'est « la propriété de chaque qnoma qui le distingue des autres ». Ainsi Pierre et Paul sont équivalents par la « nature humaine » qu'ils partagent ; par le fait aussi qu'ils constituent l'un et l'autre un qnoma réalisant cette nature ; ce qui les distingue, c'est qu'ils ont des parsopé différents. Babaï donne l'exemple suivant : « Quand deux hommes apparaissent au loin, nous savons que ce sont deux qnomé, mais quel est celui-ci et quel est celui-là, nous l'ignorons encore ». Ainsi, les qnomé sont les « entités » qui sont les supports nécessaires des attributs définissant les natures (la « nature humaine » n'existe que dans des « individus humains »), mais le mot qnoma ne saurait être traduit par « personne » renvoyant à un individu particulier, distinct des autres. En fait, les mots kyana et qnoma ont ici des emplois très proches, et s'opposent au mot parsopa.
Babaï affirme que, dans le Christ, il y a deux qnomé de « natures » différentes qui sont unis sans mélange et éternellement en un seul parsopa. Selon lui, dans l'Incarnation, il ne peut y avoir constitution d'un seul qnoma, car le qnoma, comme la « nature » est incommunicable. « S'il est conçu comme un seul qnoma composé », écrit-il, « le Dieu Verbe est soustrait à l'être infini qu'il possède par nature avec le Père, tandis qu'il se plie à la limite et aux mesures. » Dieu a pris le parsopa de l'homme Jésus, mais les qnomé sont demeurés distincts. Ce sont donc les caractères individuels qui distinguent l'homme Jésus par rapport aux autres hommes (son parsopa) qui sont un par l'Incarnation avec le Verbe divin, mais le support de ces caractères (le fait que Jésus est un homme en général), donc le qnoma de l'homme Jésus, reste distinct du qnoma du Verbe, l'un des trois de la Trinité. Autrement dit, dans l'Incarnation, le Verbe ne s'identifie pas à l'humanité en général (il en est de toute façon distinct), il s'identifie aux caractères individuels qui distinguent Jésus des autres hommes. Cette description aboutit au refus du principe de la « communication des idiomes » : rien de ce qui relève spécifiquement de la nature humaine ne peut être attribué au Verbe (on ne peut pas dire : la Vierge Marie est la Mère de Dieu ; ou : Dieu a souffert et a été crucifié. C'est le Christ comme homme, son qnoma humain, qui éprouve ce qui est propre à la nature humaine). L'« union personnelle » (hdanayutha parsopaytha) — ou plus exactement l'unité ou la singularité de personne — signifie donc à la fois que la personne particulière de Jésus est réellement le Verbe incarné, et qu'il demeure deux qnomé avec des attributs distincts correspondant à leur nature propre. Babaï précise en outre que cette union est volontaire : c'est par un acte de pure bonté, parfaitement libre, que le Verbe divin élève jusqu'à Lui la nature humaine. Il souligne également que cette union s'est faite dès le premier instant de la conception de Jésus, alors que, conformément à l'anthropologie de son époque, il professait que l'animation du fœtus se fait au quarantième jour de grossesse ; ce qui signifie que le qnoma humain de Jésus est uni d'emblée au Verbe, et non de manière accidentelle dans le cours de son développement.
Jusqu'au VIe siècle, les théologiens de l'Église de l'Orient disaient simplement : deux « natures » (kyané) et une « personne » (parsopa) ; désormais, ils disent : deux natures, deux « hypostases » (qnomé), et une seule personne, pour préciser leur différence avec l'Église romano-byzantine et notamment leur refus de la « communication des idiomes », admise par Hénana d'Adiabène. Cependant, précise Babaï, « le Christ est mort dans son humanité, non dans sa divinité, mais sans être séparé d'elle ; uni à elle, il a souffert tout ce qui convenait à sa nature ».
Babaï écrit dans sa Techbohtha (« hymne de louange ») :

« Un est le Christ Fils de Dieu

Adoré par tous en deux natures,

Engendré par le Père selon sa divinité

Sans commencement et avant tous les siècles,

Né de Marie selon son humanité

Dans les derniers jours, uni dans un corps ;

Ni sa divinité n'est de la nature de Sa Mère,

Ni son humanité de la nature de Son Père ;

Les natures sont préservées dans leurs qnomé

Dans la personne unique d'un seul Fils ;

Et de même que Dieu est trois qnomé en une seule nature,

De même la filiation du Fils est une seule personne en deux natures ;

Ainsi la sainte Église l'enseigne. »

Les formulations de Babaï, qui s'écartent en fait de ce qui était autrefois décrit comme le nestorianisme dans l'Église romano-byzantine, en professant une seule « personne » du Christ à la fois Dieu et homme, sont aujourd'hui considérées comme très proches de celles qui sont acceptées dans l'Église catholique et dans l'Église orthodoxe grecque Mais Babaï, comme son Église, refuse absolument le théopaschisme imputé aux disciples de Cyrille d'Alexandrie, et qui lui semble s'exprimer dans le principe de la « communication des idiomes » admis par l'Église romano-byzantine.
Dès 612, dans un débat organisé par Chosroès II, à l'initiative de son médecin Gabriel de Sinjâr, entre des représentants de l'Église de l'Orient et de l'Église jacobite, les formulations de Babaï furent utilisées comme la définition de la position doctrinale de la première, ce qui manifeste le grand ascendant qu'il avait déjà acquis. Sa terminologie est reprise également dans la lettre sur la christologie écrite en 620 par l'évêque Ichoyahb de Gadala, qui devint en 628 le catholicos Ichoyahb II.

## Éditions de textes
- Babai Magnus, Liber de Unione (texte syriaque et traduction latine), Corpus Scriptorum Christianorum Orientalium, tomes 79-80 (Louvain, 1915).